# Monocentropus lambertoni
Monocentropus lambertoni là một loài nhện trong họ Theraphosidae.
Loài này thuộc chi Monocentropus. Monocentropus lambertoni được Jean-Louis Fage miêu tả năm 1922.